# フォルスタッフ

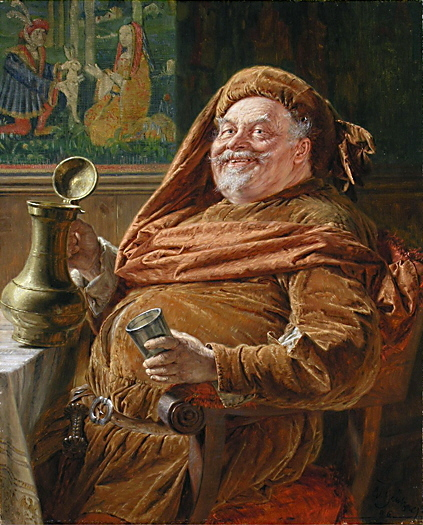
フォルスタッフ

サー・ジョン・フォルスタッフ（Sir John Falstaff）は、ウィリアム・シェイクスピアの作品（ヘンリアド）に登場する架空の人物。言語によっては「ファルスタッフ」とも。
大兵肥満の老騎士。臆病者で「戦場にはビリっかす」、大酒飲みで強欲、狡猾で好色だが、限りないウィット（機知）に恵まれ、時として深遠な警句を吐く憎めない人物として描かれ、上演当時から現代に至るまでファンが多い。
　フォルスタッフ「名誉だと?　そんなもので腹がふくれるか?」
シェイクスピアの生み出した数多くの劇中人物の中でも、「劇を飛び出して生きた」息子は二人だけだと言われている（フォルスタッフとシャイロック）。
『ヘンリー四世』（2部作）ではハル王子（後のヘンリー5世）の放蕩仲間として登場するが、第2部の最後に即位してヘンリー5世となった王子に追放されてしまう。続編の『ヘンリー五世』では、追放後まもなく失意の中で、（フランスで汗かき病のため）死んだことが仲間（ピストール、バードルフ）の口から語られるという形で紹介される。
　ピストール「地獄ででもいいから、ヤツと一緒にいたいよ…」
もっとも、このようなフォルスタッフの「殺害」については、当時から人気の高かったフォルスタッフを勝手に登場させた戯曲などがまかり通っており、シェイクスピアはそのような事態を防ぐために、自らの「息子」を死んだことにして守らなければならなかったといわれている。
イングランド女王エリザベス1世がフォルスタッフをたいそう気に入り「彼の恋物語が見たい」と所望したため、シェイクスピアはフォルスタッフを主人公とした『ウィンザーの陽気な女房たち』を書いたと言う説もある。同作では勝手な思い込みから2人の夫人に恋を仕掛ける愉快な好色漢として描かれている。
ヘンリー5世の盟友であったジョン・オールドカースル（Sir John Oldcastle）がモデルとされている。初演時に名前をそのまま流用すると、子孫から抗議を受けた。そこでやはり実在の人物で『ヘンリー六世』（第1部）にも登場するジョン・ファストルフ（Sir John Fastolf）の姓を綴り変えた、フォルスタッフという架空の姓を創造した。

## フォルスタッフの登場するシェイクスピアの戯曲
- ヘンリー四世 第1部
- ヘンリー四世 第2部
- ウィンザーの陽気な女房たち

## フォルスタッフの登場するその他の作品
上記3作を直接基にしたものの他、『ヘンリー五世』に基づく作品にわずかなシーンだけ登場させたものもある。
オペラ
- 『ウィンザーの陽気な女房たち』（ニコライ） - 『ウィンザーの陽気な女房たち』
- 『ファルスタッフ』（ヴェルディ） - 『ウィンザーの陽気な女房たち』
- 『恋するサー・ジョン』（ヴォーン・ウィリアムズ） - 『ウィンザーの陽気な女房たち』

管弦楽曲（交響詩）
- 交響的習作『フォルスタッフ』（エルガー） - 『ヘンリー四世 第1部』『ヘンリー四世 第2部』

映画
- 『オーソン・ウェルズのフォルスタッフ』（Chimes at Midnight, 1966年 スペイン、スイス） - 『ヘンリー四世 第1部』『ヘンリー四世 第2部』など
- 『ヘンリィ五世』（1944年 イギリス） - 『ヘンリー五世』
- 『ヘンリー五世』（1989年 イギリス） - 『ヘンリー五世』
- 『キング』（2019年 アメリカ、オーストラリア） - 『ヘンリー四世 第1部』『ヘンリー四世 第2部』『ヘンリー五世』